# Marioara Popescu
Marioara Popescu-Ciobanu (Corlăteni, 9 november 1962) is een Roemeens voormalig roeister. Popescu maakte haar debuut tijdens de wereldkampioenschappen roeien 1981 met een vierde plaats in de dubbel-twee. Twee later tijdens de wereldkampioenschappen roeien 1983 won Popescu haar eerste medaille op een mondiaal toernooi met een bronzen medaille in de dubbel-twee. Een jaar later werd Popescu samen met Elisabeta Oleniuc olympisch kampioen in de dubbel-twee in Los Angeles. Na de Olympische Zomerspelen 1984 maakte Popescu de overstap naar de skiff en behaalde tijdens de wereldkampioenschappen roeien 1987 de bronzen medaille. Bij Popescu haar tweede olympische deelname in Seoel behaalde ze de vijfde plaats in de skiff. In 1990 behaalde Popescu de wereldtitel in de acht. Popescu behaalde op de Olympische Zomerspelen 1996 de gouden medaille met de Roemeense acht. Door deze overwinning had Popescu en haar teamgenote van 1984 Lipă zowel een olympische gouden medaille behaald in het boordroeien met één riem en in het scullen met twee riemen. Een dag daarvoor waren de Canadese Kathleen Heddle en Marnie McBean de eerste twee vrouwelijke roeiers die deze prestatie hadden neergezet. Popescu werd tijdens de wereldkampioenschappen roeien 1999 voor de tweede maal kampioen in de acht. Popescu sloot haar carrière af met een bronzen medaille in de vier-zonder tijdens de Wereldkampioenschappen roeien 2000 voor niet olympische nummers.

## Resultaten
- Wereldkampioenschappen roeien 1981 in München 4e in de dubbel-twee
- Wereldkampioenschappen roeien 1983 in Duisburg  in de dubbel-twee
- Olympische Zomerspelen 1984 in Los Angeles  in de dubbel-twee
- Wereldkampioenschappen roeien 1985 in Hazewinkel  in de dubbel-twee
- Wereldkampioenschappen roeien 1986 in Nottingham 4e in de skiff
- Wereldkampioenschappen roeien 1987 in Kopenhagen  in de skiff
- Olympische Zomerspelen 1988 in Seoel 5e in de skiff
- Wereldkampioenschappen roeien 1990 in Barrington 6e in de twee-zonder-stuurvrouw
- Wereldkampioenschappen roeien 1990 in Barrington  in de acht.
- Olympische Zomerspelen 1996 in Atlanta  in de acht
- Wereldkampioenschappen roeien 1996 in Motherwell  in de vier-zonder-stuurvrouw
- Wereldkampioenschappen roeien 1999 in St. Catharines 10e in de skiff
- Wereldkampioenschappen roeien 1999 in St. Catharines  in de acht
- Wereldkampioenschappen roeien 2000 in Zagreb  in de vier-zonder-stuurvrouw

1976: Svetla Otsetova & Zdravka Jordanova ·
1980: Jelena Chloptseva & Larissa Popova ·
1984: Marioara Popescu & Elisabeta Oleniuc ·
1988: Birgit Peter & Martina Schröter ·
1992: Kerstin Köppen & Kathrin Boron ·
1996: Marnie McBean & Kathleen Heddle ·
2000: Jana Thieme & Kathrin Boron ·
2004: Georgina Evers-Swindell & Caroline Evers-Swindell ·
2008: Georgina Evers-Swindell & Caroline Evers-Swindell ·
2012: Katherine Grainger & Anna Watkins   ·
2016: Magdalena Fularczyk-Kozłowska & Natalia Madaj ·
2020: Nicoleta-Ancuța Bodnar & Simona Radiș ·
2024: Brooke Francis & Lucy Spoors
1976: Goretzki & Knetsch & Richter & Ahrenholz & Kallies & Ebert & Lehmann & Müller & Wilke ·
1980: Boesler & Neisser & Köpke & Schütz & Kühn & Richter & Sandig & Metze & Wilke ·
1984: O'Steen & Metcalf & Bower & Graves & Flanagan & Norelius & Thorsness & Keeler & Beard ·
1988: Strauch & Zeidler & Haacker & Wild & Kluge & Schröer & Balthasar & Stange & Neunast ·
1992: Barnes & Taylor & Delehanty & Crawford & McBean & Worthington & Monroe & Heddle & Thompson ·
1996: Tănase & Cochelea & Gafencu & Spîrcu & Olteanu & Lipă & Popescu & Ignat & Georgescu ·
2000: Damian & Susanu & Olteanu & Cochelea & Dumitrache & Lipă & Gafencu & Ignat & Georgescu ·
2004: Florea & Susanu & Bărăscu & Papuc & Gafencu & Lipă & Damian & Ignat & Georgescu ·
2008: Cafaro & Cummins & Davies & Francia & Goodale & Lind & Logan & Shoop & Whipple ·
2012: Cafaro & Francia & Lofgren & Ritzel, Musnicki & Logan & Lind, Davies & Whipple ·
2016: Elmore & Gobbo & Logan & Musnicki, Polk & Regan & Schmetterling & Simmonds & Snyder ·
2020: Roman & Gruchalla-Wesierski & Roper & Proske & Grainger & Mailey & Payne & Wasteneys & Kit ·
2024: Rusu & Anghel & Bodnar & Lehaci & Adam & Bereș & Vrînceanu & Radiș & Petreanu